# 茲沃尼湖
茲沃尼湖（白俄羅斯語：Звонь）是白俄羅斯的湖泊，位於烏沙奇以南12公里，由維捷布斯克州負責管轄，長2.1公里、寬1.14公里，面積1.46平方公里，湖岸線長度7公里，最大水深17.9米，湖中有3個島嶼。